# Långskär (vid Mosshaga, Sottunga, Åland)
Långskär är en ö på Åland (Finland). Den ligger i Skärgårdshavet och i kommunen Sottunga i landskapet Åland, i den sydvästra delen av landet. Ön ligger omkring 36 kilometer öster om Mariehamn och omkring 240 kilometer väster om Helsingfors.
Öns area är 4,8 hektar och dess största längd är 330 meter i sydöst-nordvästlig riktning.